# Moorbad Harbach
Moorbad Harbach (seit 19. September 1985, davor nur Harbach) ist eine Gemeinde mit 696 Einwohnern (Stand 1. Jänner 2024) im Bezirk Gmünd in Niederösterreich.

## Geografie
Das Gemeindegebiet hat eine Größe von 35,51 km² und liegt im nordwestlichen Niederösterreich, im westlichen Waldviertel, im Verwaltungsbezirk Gmünd. Mit einer 13,5 km langen Staatsgrenze wird der nordwestliche Teil der Gemeinde zur tschechischen Republik abgegrenzt. Diese Grenze durchzieht fast ausschließlich Hochwaldgebiet. 68,33 Prozent der Gemeindefläche sind bewaldet.
Moorbad Harbach liegt inmitten eines im Süden vom 1017 m hohen Nebelstein und im Norden vom 874 m hohen Mandlstein abgegrenzten Tales.
Am tiefsten liegt das Dorf Wultschau mit 631 m Seehöhe, gefolgt von Harbach mit 683 m, Lauterbach 703 m, Maißen 720 m und Hirschenwies 825 m.

### Gemeindegliederung
Das Gemeindegebiet umfasst folgende sechs Ortschaften (in Klammern Einwohnerzahl Stand 1. Jänner 2024):
- Harbach (148)
- Hirschenwies (102) samt Himmelreich und Waldhäuser
- Lauterbach (195) samt Graben und Holzmühle
- Maißen (115)
- Schwarzau (9)
- Wultschau (127)

Die Gemeinde besteht aus den Katastralgemeinden Harbach, Hirschenwies, Lauterbach und Wultschau.
Mit der Niederösterreichischen Kommunalstrukturverbesserung haben sich 1971 die beiden bis dahin eigenständigen Gemeinden Harbach und Wultschau freiwillig zur Gemeinde Harbach vereinigt, im folgenden Jahr 1972 erfolgte die Zusammenlegung der Gemeinden Harbach, Hirschenwies und Lauterbach zur Großgemeinde Harbach.

### Nachbargemeinden
|                      | Nové Hrady (CZ)                             | Unserfrau-Altweitra |
| Horní Stropnice (CZ) | Kompassrose, die auf Nachbargemeinden zeigt | Weitra              |
|                      | St. Martin                                  |                     |

## Geschichte
Mit der Errichtung der Kuranstalt wurde die Gemeinde am 19. September 1985 in Moorbad Harbach umbenannt.

### Einwohnerentwicklung
Nach einem starken Rückgang der Bevölkerungszahl von 1910 bis 1981 hat sich diese seither stabilisiert.

## Kultur und Sehenswürdigkeiten

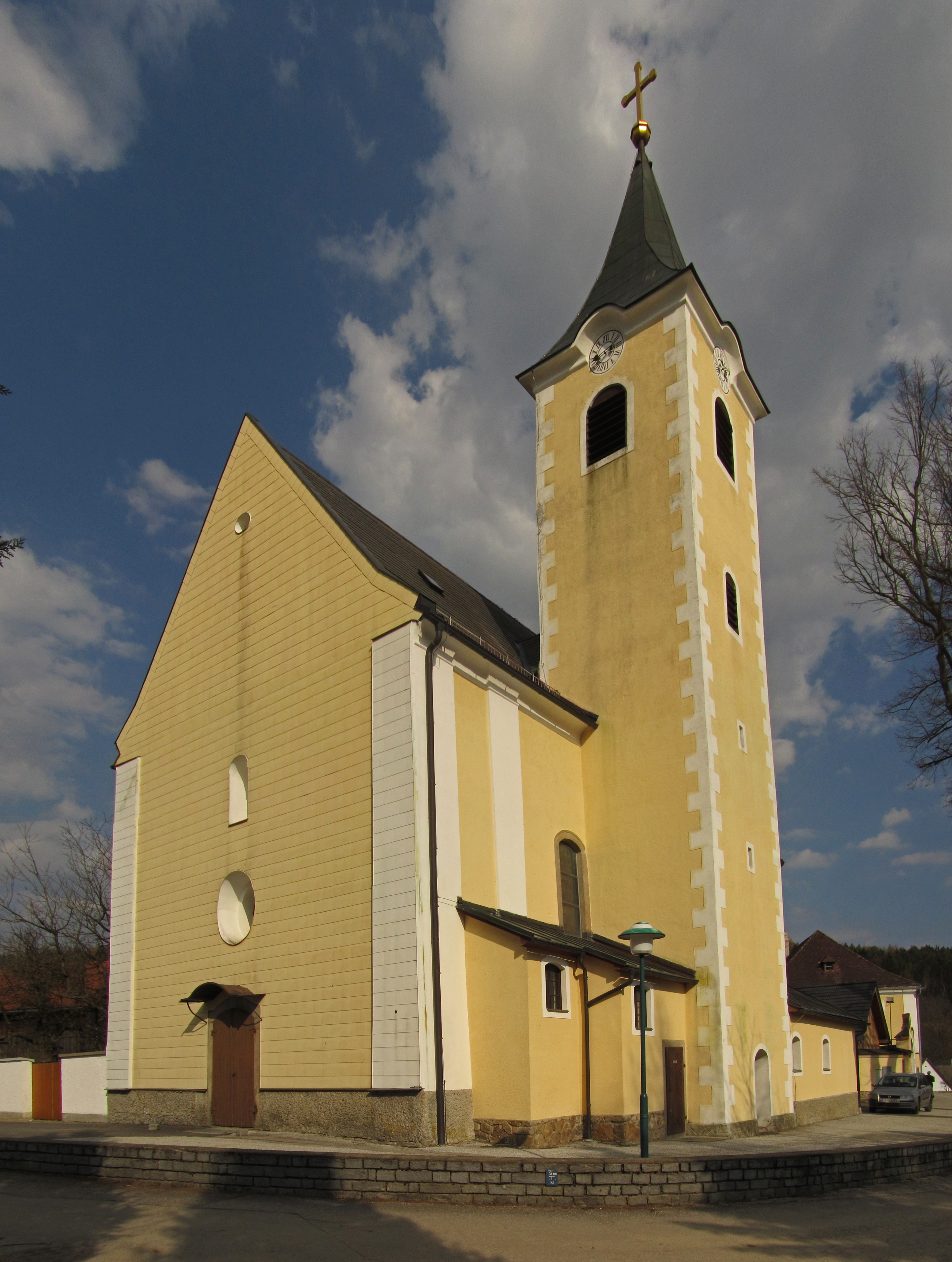
Pfarrkirche Harbach

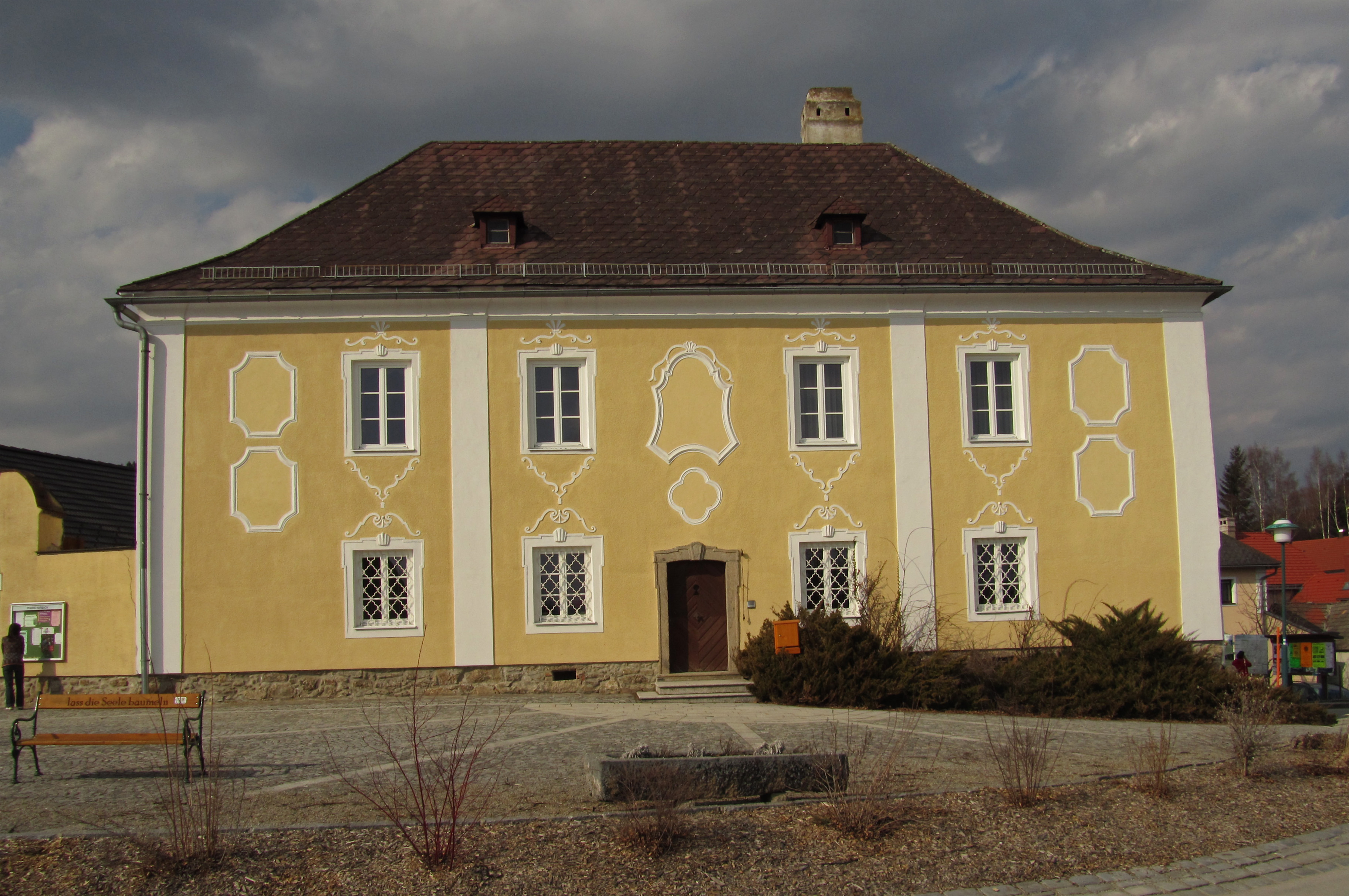
Pfarrhof

- Katholische Pfarrkirche Harbach hl. Johannes der Täufer
- Xundwärts Parcours – „Die Bewegungsfreude im Motorikpark“ im Ortsteil Hirschenwies[6]
- Themenwanderweg „Mein Weg zum Glück“[7]
- „Garten der Menschenrechte“ im Ortsteil Lauterbach[8]
- Steinspirale „Meilenstein des Friedens“ am Grenzübergang nach Tschechien[9]
- Mandlstein
- Nebelstein

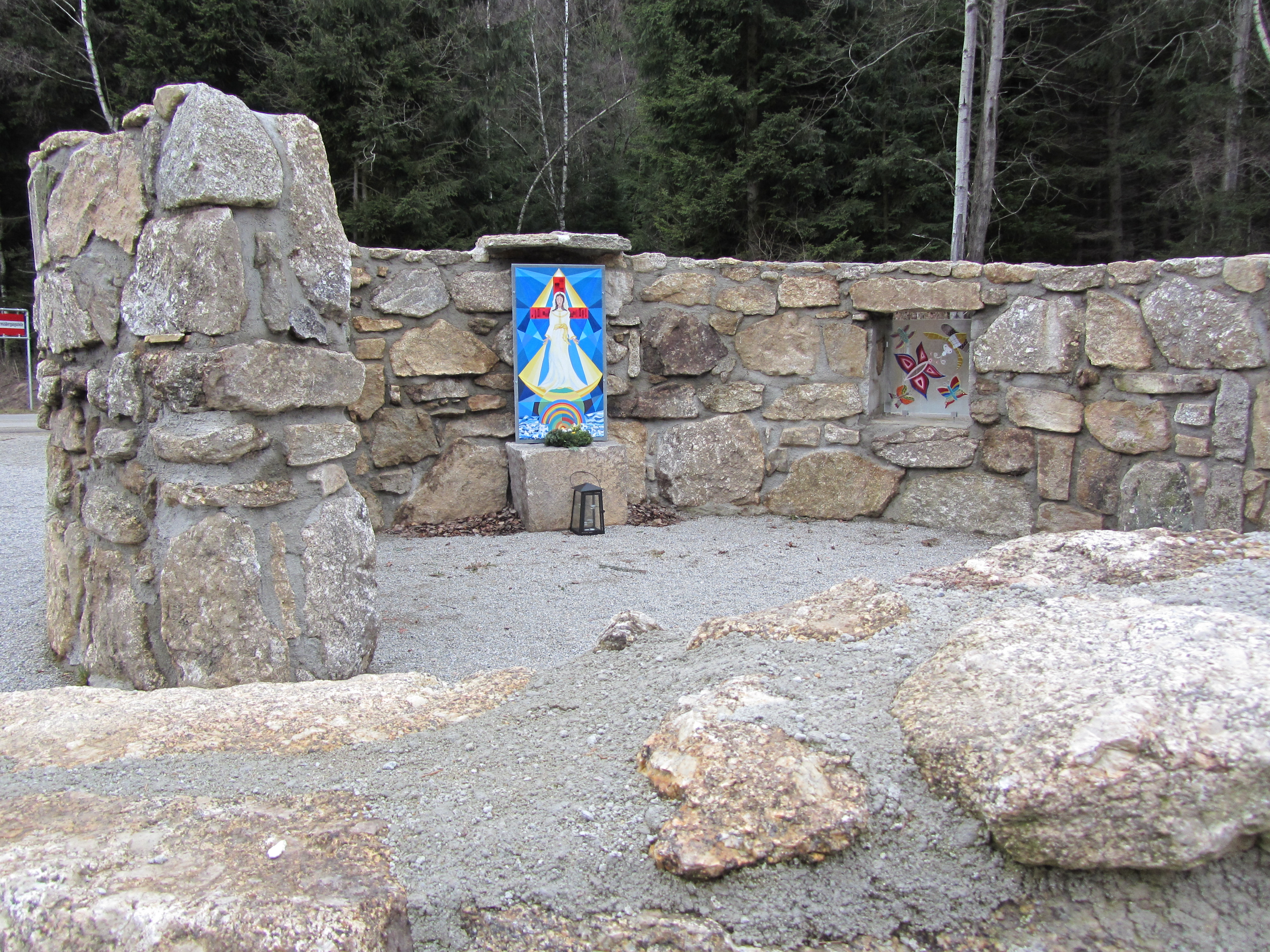
Steinspirale „Meilenstein des Friedens“
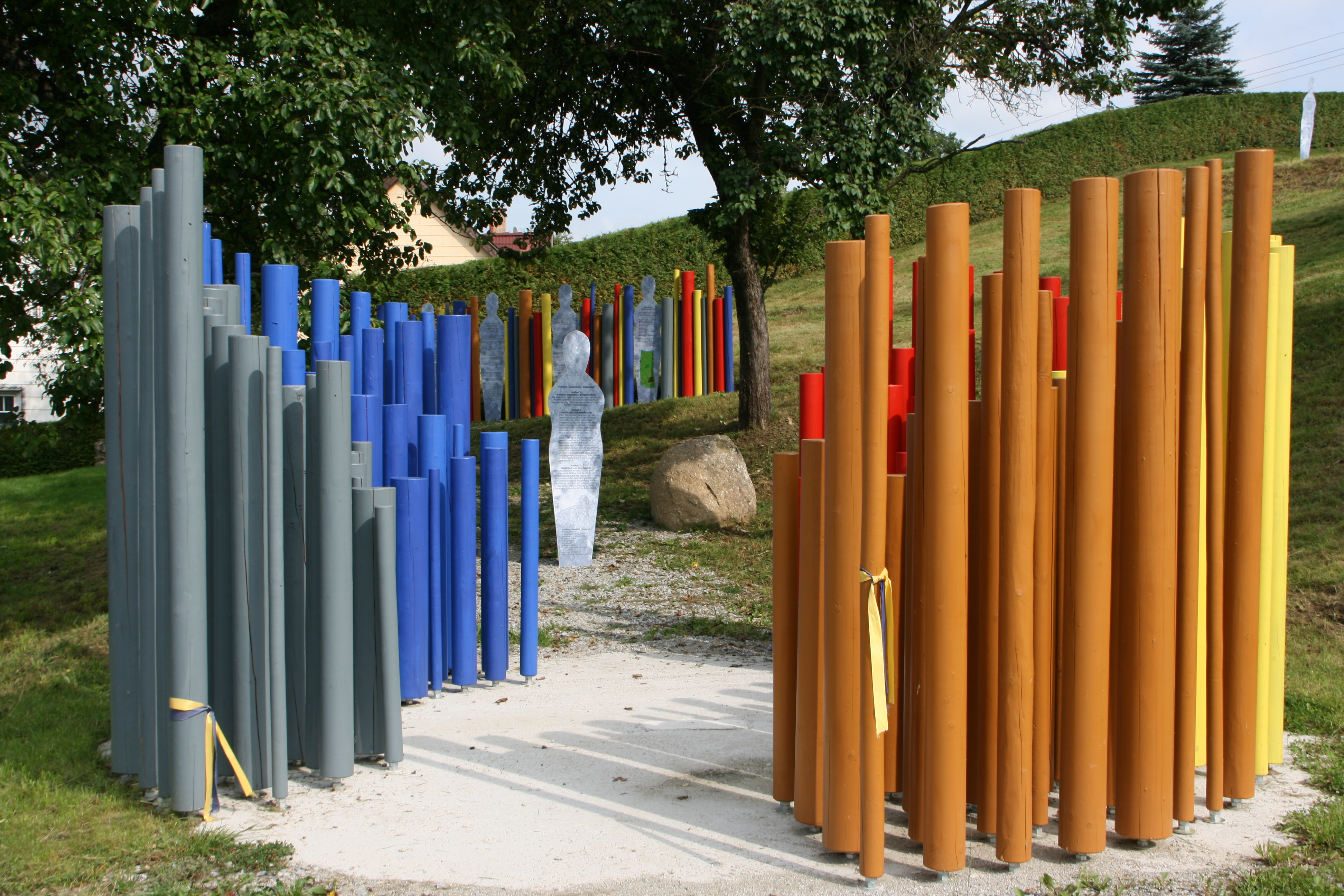
Garten der Menschenrechte
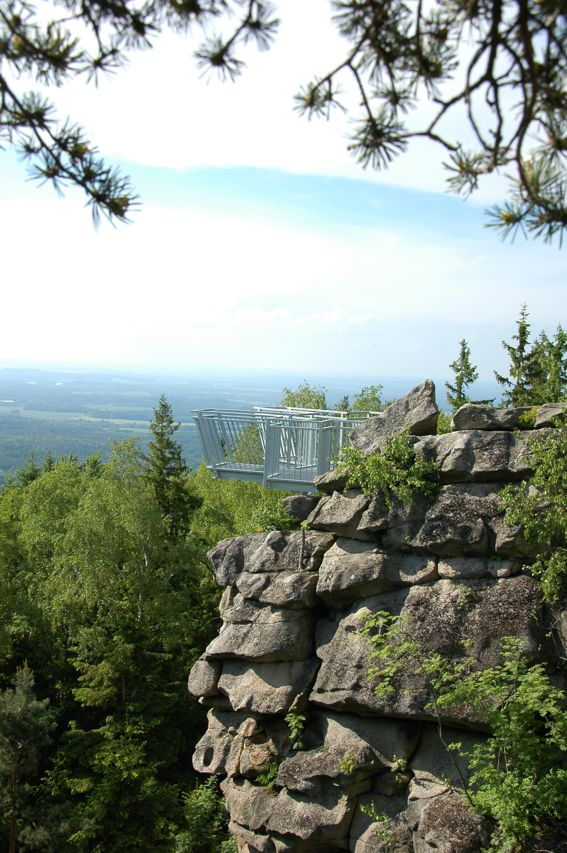
Aussichtsplattform Mandlstein
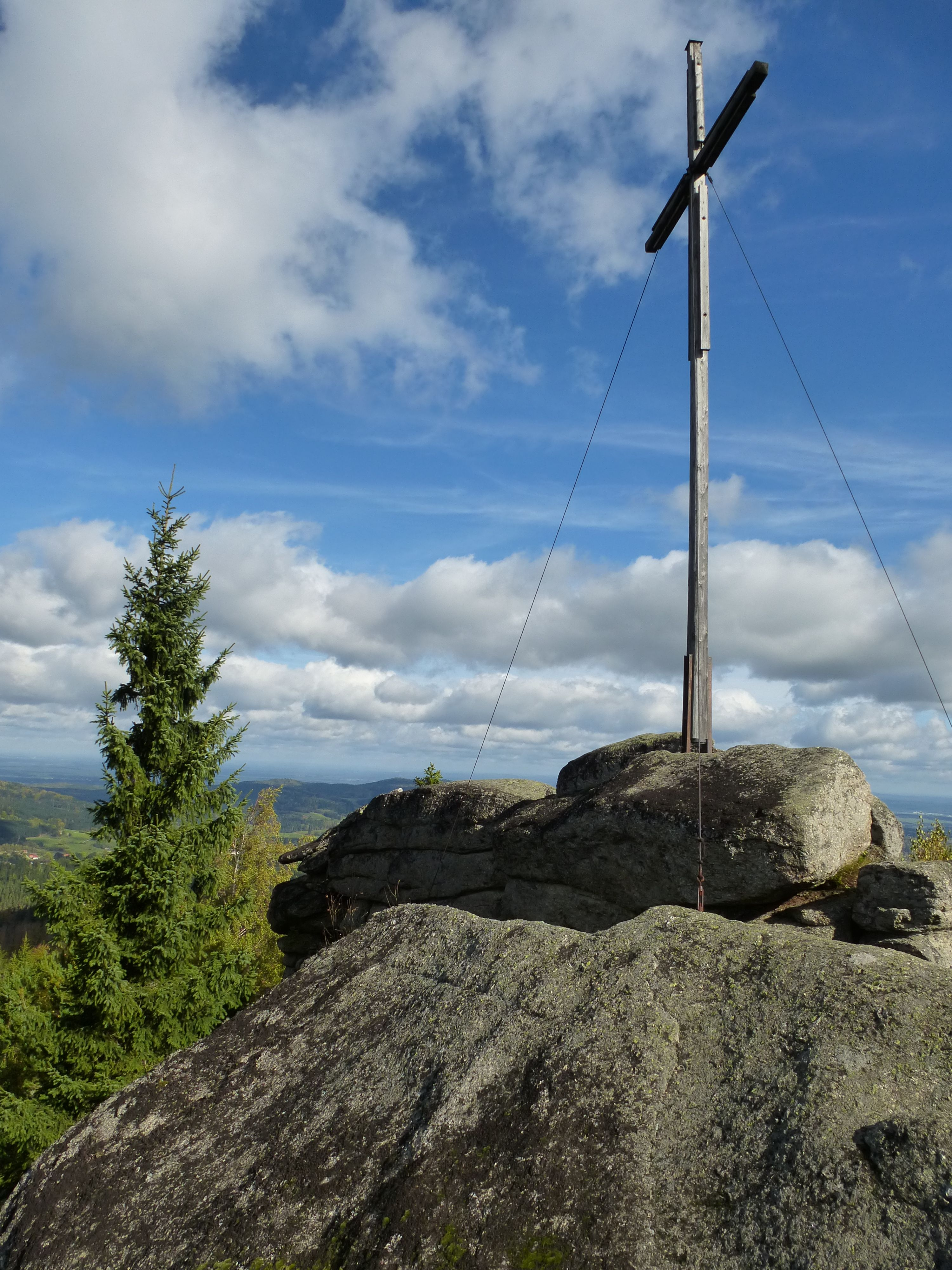
Gipfelkreuz am Nebelstein

## Wirtschaft und Infrastruktur
In der Gemeinde gibt es 84 land- und forstwirtschaftliche Betriebe, davon sind 21 Haupterwerbsbetriebe (Stand 2010). Im Produktionssektor beschäftigen zehn Betriebe achtzehn Arbeitnehmer. Der stark ausgeprägte Dienstleistungssektor gibt in 46 Betrieben 510 Menschen Arbeit, mehr als drei Viertel im Bereich Beherbung und Gastronomie (Stand 2011).
Der bedeutendste Arbeitgeber ist das Gesundheits- und Rehabilitationszentrum Moorheilbad Harbach. Dies schlägt sich auch in der Anzahl Übernachtungen nieder: Moorbad Harbach hat rund 20.000 Übernachtungen pro Monat.

### Verkehr
- Bus: Moorbad Harbach ist mit den Buslinien 759 und 1360 von Gmünd und von Weitra erreichbar.[14]

### Bildung
In der Gemeinde gibt es einen Kindergarten und eine Volksschule.

## Politik

### Gemeinderat
Der Gemeinderat hat 15 Mitglieder.
- Nach den Gemeinderatswahlen in Niederösterreich 1990 hatte der Gemeinderat folgende Verteilung: 11 ÖVP und 4 SPÖ.
- Nach den Gemeinderatswahlen in Niederösterreich 1995 hatte der Gemeinderat folgende Verteilung: 8 ÖVP und 7 SPÖ.[16]
- Nach den Gemeinderatswahlen in Niederösterreich 2000 hatte der Gemeinderat folgende Verteilung: 7 ÖVP, 4 UBL-Unabhängige Bürgerliste Moorbad Harbach und 4 SPÖ.[17]
- Nach den Gemeinderatswahlen in Niederösterreich 2005 hatte der Gemeinderat folgende Verteilung: 7 ÖVP, 5 SPÖ und 3 UBL-Unabhängige Bürgerliste Moorbad Harbach.[18]
- Nach den Gemeinderatswahlen in Niederösterreich 2010 hatte der Gemeinderat folgende Verteilung: 8 ÖVP, 5 SPÖ und 2 UBL-Unabhängige Bürgerliste Moorbad Harbach.[19]
- Nach den Gemeinderatswahlen in Niederösterreich 2015 hatte der Gemeinderat folgende Verteilung: 15 ÖVP.[20]
- Nach den Gemeinderatswahlen in Niederösterreich 2020 hatte der Gemeinderat folgende Verteilung: 15 ÖVP.[21]
- Nach den Gemeinderatswahlen in Niederösterreich 2025 hat der Gemeinderat folgende Verteilung: 9 ÖVP, 5 HFA (Haarbach für Alle) und 1 FPÖ.[22]

### Bürgermeister
- bis 2005 Maximilian Aspelmayr (UBL)
- 2005–2010 Gerhard Pichler (SPÖ)
- seit 2010 Margit Göll (ÖVP)[23]

### Wappen
Die Niederösterreichische Landesregierung hat der Gemeinde Moorbad Harbach 1999 das nachstehend beschriebene Gemeindewappen verliehen:
In Gold auf grünem Hügel, darin ein silberner Wellenbalken, eine schwarze Schale auf ebensolchem granitenem Sockel, aus der Schale wachsend eine stilisierte, dreiblättrige grüne Moorpflanze.

## Persönlichkeiten

### Ehrenbürger der Gemeinde
- 2023: Karin Weißenböck, Geschäftsführerin des Moorheilbades Harbach ab 1992[25]

### Söhne und Töchter der Gemeinde
- Gerhard Scholz (* 1898, † im 20. Jahrhundert), Politiker (KPD)